# Legba

Papa Legbas symbol

Legba är hos dahomeyfolket i Benin en Guds budbärare som behärskar alla världens språk. Hos andra folkstammar i Benin och Togo är han en gudom som associeras med svek och klander och han tillskrivs då rollen som den som fick skaparguden att dra sig tillbaka från jorden.
Inom haitiskt voodoo kallas han Papa Legba.
I TV-programmet Robinson Karibien kallades ett av lagen Legba.